# Bokkeum
Bokkeum es un término genérico que alude a un plato coreano elaborado friendo ingredientes en una salsa. Según los diccionarios coreanos, la forma verbal del término, bokkda (볶다) significa ‘cocinar ingredientes secos sobre calor’. Sin embargo, bokkeum no solo alude a los platos elaborados friendo ingredientes hasta dejarlos secos, sino también se refiere a platos que quedan con una salsa espesa tras cocinarse. Los primeros se llaman geonyeol bokkeum (건열볶음, platos fritos secos) y los últimos seupyeol bokkeum (습열볶음, platos fritos jugosos).

## Variedades

### Jugosas
- Gari bokkeum (가리볶음), hecho de vieira;
- Gan bokkeum (간볶음), de hígado de ternera o cerdo;
- Nakji bokkeum (낙지볶음), de pulpo pequeño;
- Ojingeo bokkeum (오징어볶음), de calamar;
- Songi bokkeum (송이볶음), de matsutake;
- Ueong bokkeum (우엉볶음), de bardana;
- Jeyuk bokkeum (제육볶음), un plato de cerdo picante.

### Secas
- Myeongtae bokkeum (명태볶음), hecho con abadejo de Alaska;
- Jaban bokkeum (자반볶음), con caballa salada;
- Gochujang bokkeum (고추장볶음), con carne y gochujang;
- Myeolchi bokkeum (멸치볶음), con anchoas pequeñas secas;
- Saeu bokkeum (새우볶음), con gamba;
- Jogaesal bokkeum (조갯살볶음), con almeja;
- Ojingeochae bokkeum (오징어채볶음), con tiras de calamar seco;
- Jwichichae bokkeum (쥐치채), con Stephanolepis cirrhifer seco en tiras.